# زاندکوم-پئوله
زاندکوم-پئوله شهری در شهرستان سابسه در استان بام در بورکینافاسوی شمالی است و جمعیت آن ۳۳۷ نفر است.